# Cartilha do Programa Xadrez nas Escolas
A Cartilha do Programa Xadrez nas Escolas, ou simplesmente Cartilha de Xadrez, é um manual publicado pela Secretaria Nacional de Esporte Educacional (SNEE) do Ministério do Esporte brasileiro em parceria com o Ministério da Educação (MEC), para o desenvolvimento do xadrez escolar por meio do Programa Xadrez nas Escolas.
A cartilha de xadrez é distribuída em escolas públicas e ONGs parceiras do projeto. A primeira tiragem (2007) foi de duzentos mil exemplares ao custo unitário de R$ 0,80, distribuídos em 6,7 mil entidades. Mais de 6,9 milhões de estudantes tiveram acesso à cartilha que foi elaborada pelos mestres enxadristas Antônio Villar, Sandro Heleno, Antônio Bento e Adriano Valle. Com o objetivo de colaborar com o ensino e com a disseminação da modalidade, os autores abriram mão dos seus direitos autorais. A Cartilha do Xadrez tem nove páginas e é disponibilizada no portal do Ministério do Esporte. As escolas que receberam a cartilha já tinham sido contempladas com o conjunto de xadrez, que inclui tabuleiro e peças oficiais, confeccionado pela Associação Cultural Jacuipense, parceira gestora do Programa Pintando a Cidadania, localizada em Conceição do Jacuípe.
O MEC publicou ainda uma outra cartilha de xadrez mais completa, com 32 páginas, trazendo, além das regras básicas, a história do enxadrismo, princípios práticos e conselhos éticos, sistema de notação, partidas consagradas e mais de cem exercícios para os iniciantes.